# Roodkaptesia
De roodkaptesia (Tesia everetti) is een zangvogel uit de familie Cettiidae.

## Verspreiding en leefgebied
Deze soort is endemisch in Indonesië en telt 2 ondersoorten:
- T. e. everetti: Flores.
- T. e. sumbawana: Soembawa.